# Kódolt kockázat
A Kódolt kockázat (eredeti cím: Hard Kill) 2020-ban bemutatott amerikai akció-thriller, melyet Matt Eskandari rendezett. A főszerepben Jesse Metcalfe, Bruce Willis és Natalie Eva Marie látható. A filmet 2020. augusztus 21-én adta ki a Vertical Entertainment. Magyarországon DVD-n jelent meg szinkronizálva 2021. március végén.

## Cselekmény
A milliárdos technológiai vezérigazgató, Donovan Chalmers (Bruce Willis) Derek Miller (Jesse Metcalfe) vezetésével bérelt egy zsoldoscsoportot, hogy segítsen megvédeni egy veszélyes technológiát. De a dolgok nem mennek a tervek szerint, és egy terrorista csoport elrabolja Chalmers lányát, hogy aztán megpróbálja megszerezni a technológiát.
Mivel Miller szembekerül egy régi ellenséggel, csapatának versenyeznie kell Chalmers lányának megmentéséért és az emberi faj sorsának védelméért.

## Szereplők
| Szerep           | Színész           | Magyar hang     |
| ---------------- | ----------------- | --------------- |
| Derek Miller     | Jesse Metcalfe    | Markovics Tamás |
| Donovan Chalmers | Bruce Willis      | Sörös Sándor    |
| Sasha            | Natalie Eva Marie | Nádasi Veronika |
| Eva Chalmers     | Lala Kent         | Csuha Borbála   |
| Nicholas Fox     | Texas Battle      | Bognár Tamás    |
| Csuhás           | Sergio Rizzuto    | Szatory Dávid   |
| Dash Hawkins     | Swen Temmel       | Bódy Gergely    |
| Colton hadnagy   | Tyler Jon Olson   |                 |
| Gemma            | Jacquie Nguyen    |                 |
| Crystal          | Leslee Emmett     |                 |

## A film készítése
A film forgatása 2020 januárjában kezdődött Cincinnatiben, Open Source munkacím alatt.

## Bemutató
A filmet 2020. augusztus 21-én mutatták be egyeidejűleg az Amerikai Egyesült Államokban és Video on Demand platformon keresztül. Szaúd-Arábiában 2020. november 5-én jelent meg a mozikban, ahol 96 534 dollárt keresett. A Kódolt kockázat ezután 2020. november 23-án elérhetővé vált az Egyesült Államokban a Netflixen.

## Elismerések
| Díj             | Kategória                        | Részes(ek)                                                                     | Eredmény | Hivatkozás |
| --------------- | -------------------------------- | ------------------------------------------------------------------------------ | -------- | ---------- |
| Arany Málna-díj | legrosszabb férfi mellékszereplő | Bruce Willis (Az utolsó űrhajó és az Éld túl az éjjelt! című filmekkel együtt) | Függőben | [ 11 ]     |

## Fordítás
- Ez a szócikk részben vagy egészben  a   Hard Kill című angol Wikipédia-szócikk fordításán alapul.  Az eredeti cikk szerkesztőit annak laptörténete sorolja fel. Ez a jelzés csupán a megfogalmazás eredetét és a szerzői jogokat jelzi, nem szolgál a cikkben szereplő információk forrásmegjelöléseként.